# Reginaldo Paes Leme Ferreira
Reginaldo Paes Leme Ferreira, detto Régis (Itumbiara, 23 aprile 1965), è un ex calciatore brasiliano, di ruolo portiere.

## Caratteristiche tecniche
Giocava come portiere.

## Carriera

### Club
Iniziò nell'América-RJ, trasferendosi poi al Vasco da Gama, con il quale vinse il Campeonato Brasileiro Série A 1989; dopo una breve esperienza in Portogallo, allo Sporting Braga, si trasferì al Paraná, di cui fu il portiere dal 1993 al 1997. Si ritirò con il Coritiba nel 1998.

### Nazionale
Con la Nazionale di calcio del Brasile venne convocato alla Copa América 1987. In tutto ha collezionato 2 presenze con la maglia del Brasile, con una rete subita.

## Statistiche

### Cronologia presenze e reti in nazionale
| Cronologia completa delle presenze e delle reti in nazionale ― Brasile | Cronologia completa delle presenze e delle reti in nazionale ― Brasile | Cronologia completa delle presenze e delle reti in nazionale ― Brasile | Cronologia completa delle presenze e delle reti in nazionale ― Brasile | Cronologia completa delle presenze e delle reti in nazionale ― Brasile | Cronologia completa delle presenze e delle reti in nazionale ― Brasile | Cronologia completa delle presenze e delle reti in nazionale ― Brasile | Cronologia completa delle presenze e delle reti in nazionale ― Brasile |
| Data                                                                   | Città                                                                  | In casa                                                                | Risultato                                                              | Ospiti                                                                 | Competizione                                                           | Reti                                                                   | Note                                                                   |
| ---------------------------------------------------------------------- | ---------------------------------------------------------------------- | ---------------------------------------------------------------------- | ---------------------------------------------------------------------- | ---------------------------------------------------------------------- | ---------------------------------------------------------------------- | ---------------------------------------------------------------------- | ---------------------------------------------------------------------- |
| 28-5-1987                                                              | Helsinki                                                               | Finlandia                                                              | 2 – 3                                                                  | Brasile                                                                | Amichevole                                                             | -1                                                                     | 65’                                                                    |
| 1-6-1987                                                               | Tel Aviv                                                               | Israele                                                                | 0 – 4                                                                  | Brasile                                                                | Amichevole                                                             | -                                                                      |                                                                        |
| Totale                                                                 |                                                                        | Presenze                                                               | 2                                                                      |                                                                        | Reti                                                                   | -1                                                                     |                                                                        |

## Palmarès

### Club

#### Competizioni nazionali
- Campionato brasiliano: 1

Vasco da Gama: 1989
- Campionato Carioca: 2

Vasco da Gama: 1987, 1988
- Campionato Paranaense: 5

Paraná: 1993, 1994, 1995, 1996, 1997